# Греко-канадские отношения
Греко-канадские отношения — двусторонние международные отношения между Грецией и Канадой. Обе страны стали первыми, которые обменялись послами в 1942 году. Государства являются членами ООН, Организации экономического сотрудничества и развития, Организации по безопасности и сотрудничеству в Европе и НАТО.
У Греции есть посольство в Оттаве, а также 3 генеральные консульства в Монреале, Торонто и Ванкувере. У Канады есть посольство с консульским отделом в Афинах, а также почетное консульство в Салониках. В Канаде проживает большая греческая община.

## Список двусторонних договоров и соглашений

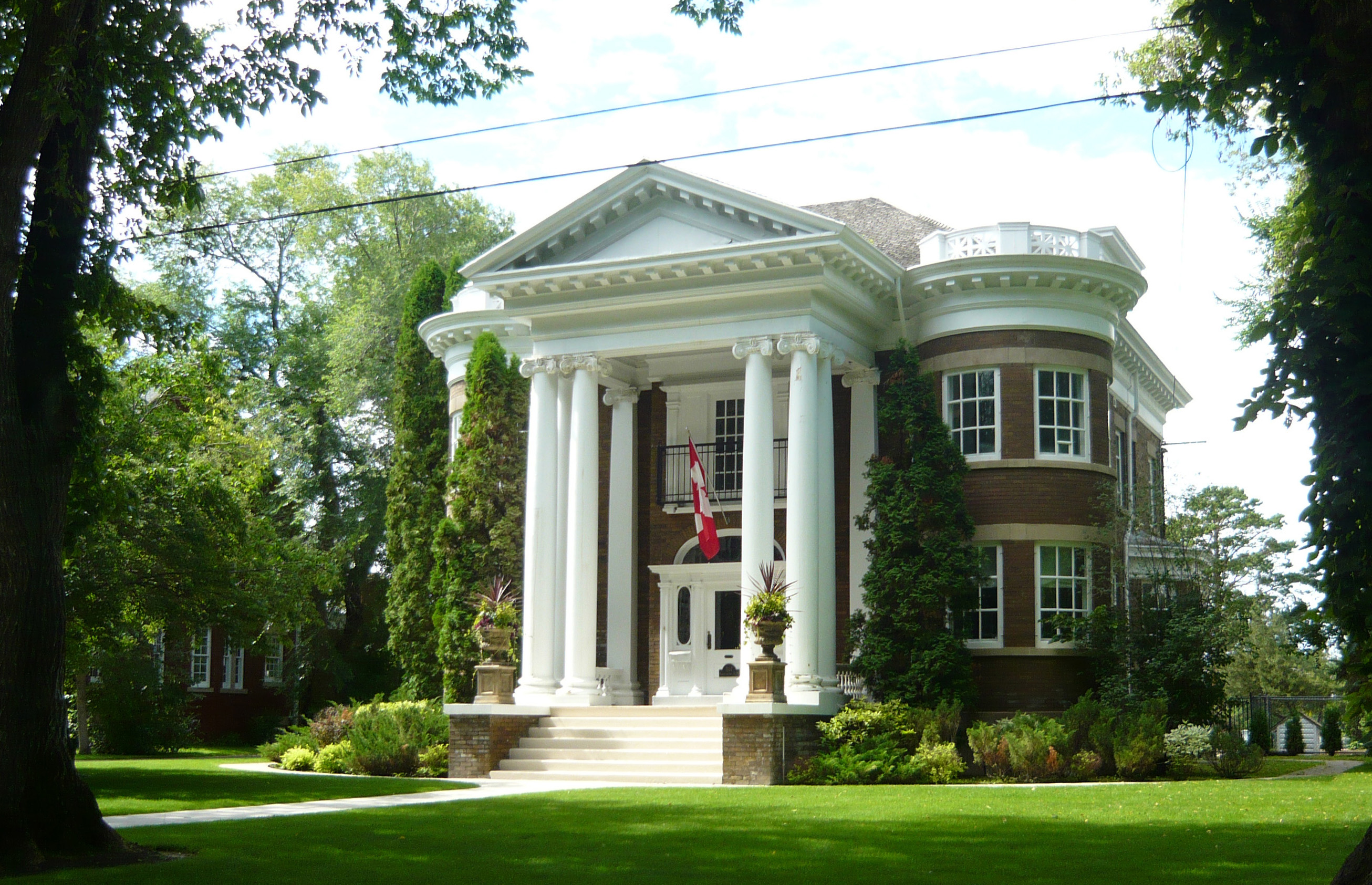
Архитектура греческого Возрождения в Саскатуне, Канада

- Договор о налогообложении компаний по перевозкам грузов (1929 год)
- Договор о социальной защите (1981 год)
- Договор о регулярном авиасообщении (1987 год)
- Пересмотренный договор о регулярном авиасообщении
- Договор об избежании двойного налогообложения

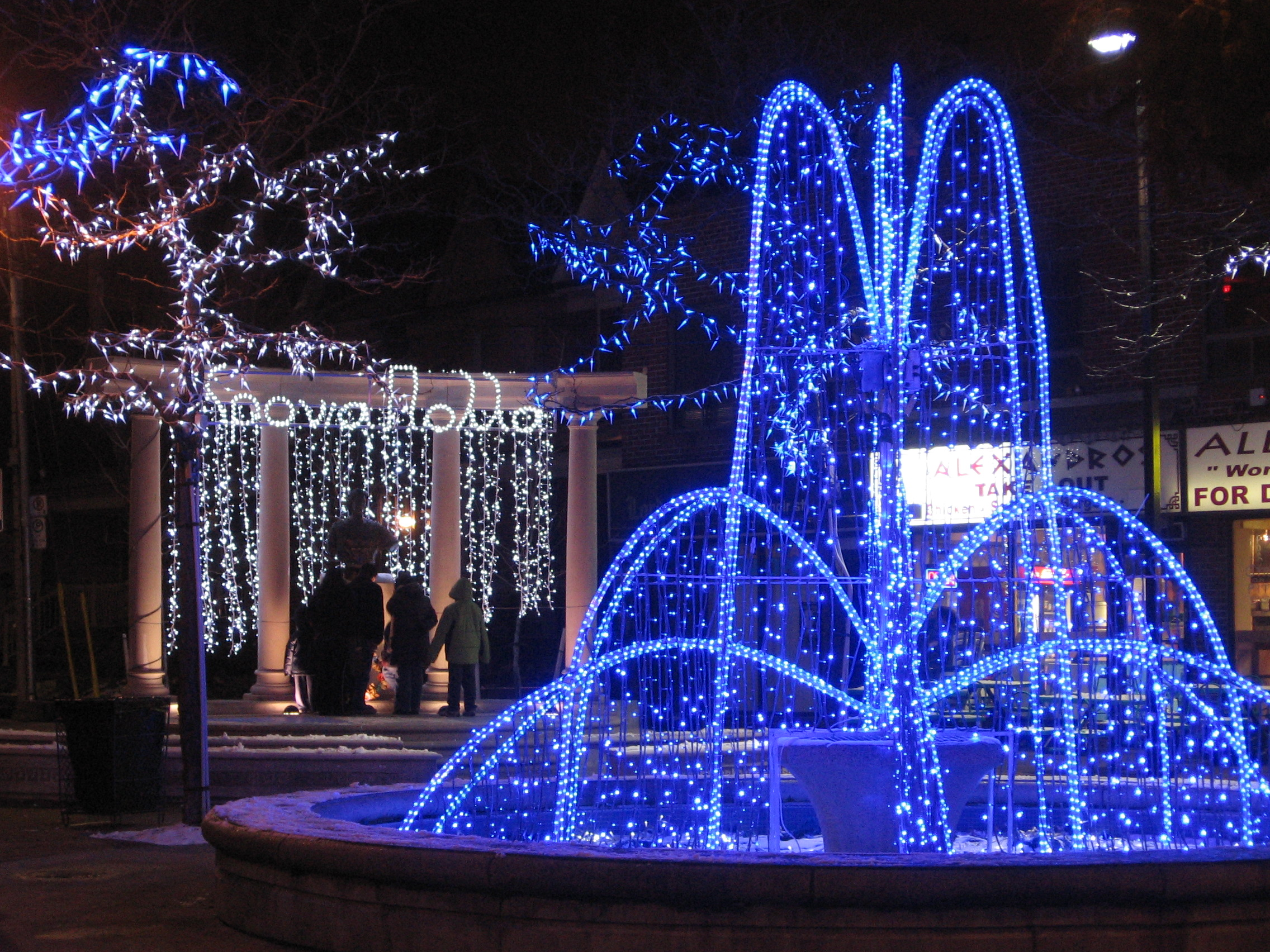
Греческий квартал Торонто на рождество

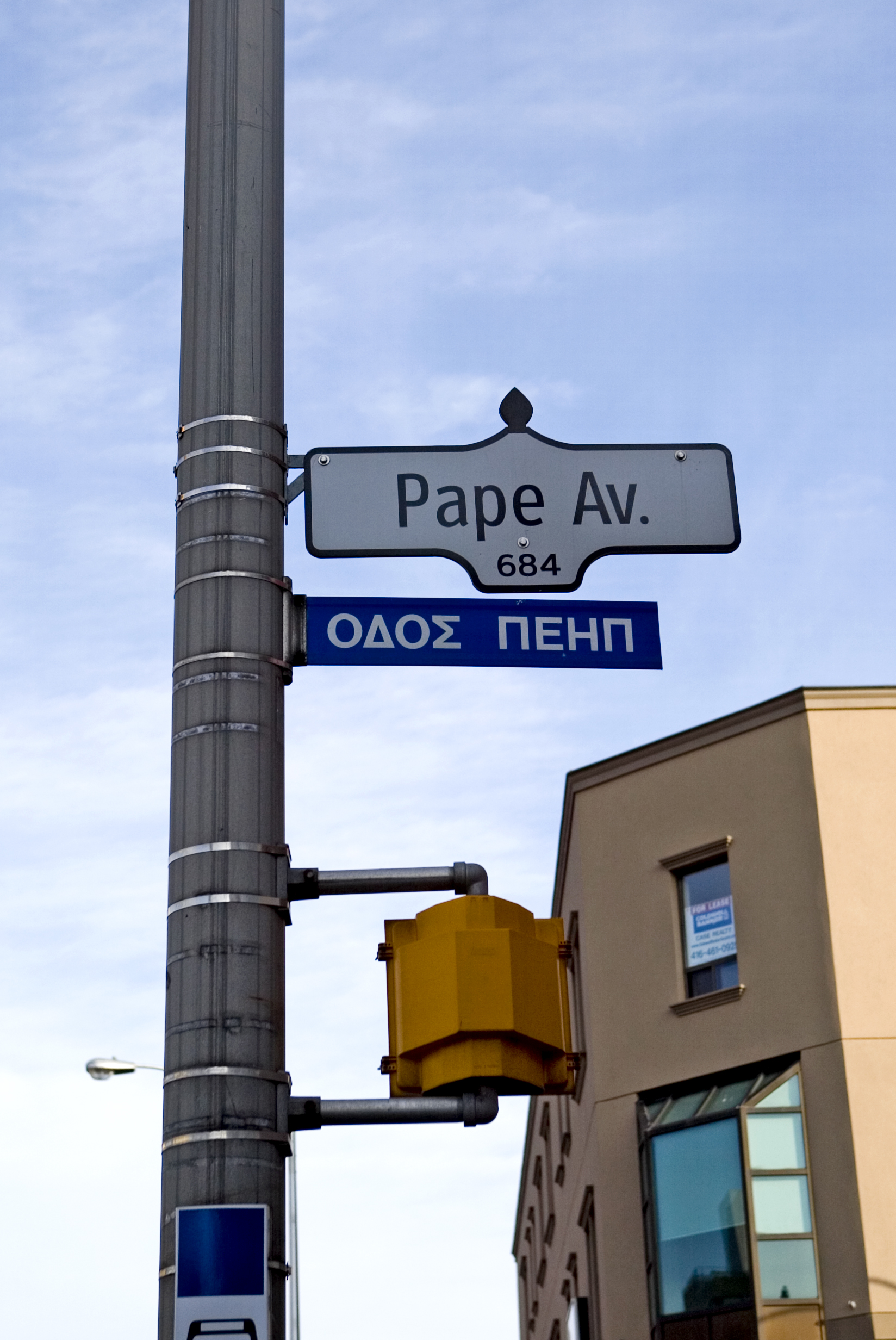
Грекоязычное название улицы в греческом квартале Торонто

## Торговые отношения
Греция экспортирует в Канаду консервированные продукты питания, алюминий, жиры и масла, а также удобрения. Основными продуктами экспорта Канады в Грецию являются бумага, мех, оборудование, овощи, продукты авиационного и фармацевтического производств. Греческие представители бизнеса, имеющие дело с Канадой, и канадские компании, действующие в Греции в 1996 году создали Греко-канадскую торгово-промышленную палату, миссией которой является содействие развитию деловых отношений между двумя странами в областях торговли, финансов, сервиса и инвестиций.
Двусторонняя торговля товарами между Грецией и Канадой в 2011 году достигла отметки в 256,3 млн долларов США. Греческий экспорт, который преимущественно состоит из продуктов питания, жиров, масел (неочищенных), а также железа и стали, в 2011 году составил 168,2 млн долларов США. Экспорт Канады в Грецию составил 88,1 млн долларов США, преобладающими товарами в котором были мех, овощи и фармацевтические продукты.